# Новогригорівка (Криворізький район)
Новогриго́рівка — село в Україні, у Криворізькому районі Дніпропетровської області. Населення становить 114 осіб.

## Географія
Село Новогригорівка знаходиться на лівому березі річки Кам'янка, вище за течією на відстані 2 км розташоване село Ізлучисте (Софіївський район), нижче за течією на відстані 2 км розташоване село Кам'янське, на протилежному березі — село Златоустівка.

## Населення

### Мова
Розподіл населення за рідною мовою за даними перепису 2001 року:
| Мова       | Відсоток |
| ---------- | -------- |
| українська | 95,6 %   |
| російська  | 4,4 %    |